# سنگ‌دل (فیلم ۱۹۵۲)
سنگ‌دل (انگلیسی: Sangdil) (هندی: संगदिल) یک فیلم درام عاشقانه زبان هندی به کارگردانی آر.سی. تالوار است که در سال ۱۹۵۲ منتشر شد. این فیلم اقتباسی از رمان کلاسیک شارلوت برونته ۱۸۴۷ جین ایر است و دیلیپ کومار، مدهوبالا در نقش‌های اصلی آن بازی می‌کند. موسیقی فیلم توسط سجاد حسین و شعر آهنگ فیلم توسط راجیندر کریشان ساخته شده‌است.
سنگدل دومین فیلم بعد از ترانه (۱۹۵۱) ساخته رام دریانی بود که دیلیپ کومار و مدهوبالا با هم بازی کردند. این فیلم در ۲۸ نوامبر ۱۹۵۲ در سینما اکران شد و به عنوان یک موفقیت تجاری ظاهر شد.

## داستان
کَملا (مدهوبالا) دخترک یتیمی است که در خانه شانکار (دیلیپ کومار) زندگی می‌کند. کَملا و شانکار با هم دوست می‌شوند. اما مادر شانکار که زنی حیله‌گر و بدطینت است مرتب با کَملا بدرفتاری می‌کند و او را مجبور به انجام دادن کارهای سخت خانه می‌کند. به زودی پدر شانکار از دنیا می‌رود و مادر شانکار هم که از کَملا متنفر است، او را به زور سوار یک درشکه می‌کند تا او به یک یتیم خانه بفرستد. در راه کملا برای پایان دادن به زندگی خود در درشکه در حال حرکت را باز می‌کند و از درشکه بیرون می‌پرد.
راهبان یک معبد او را پیدا می‌کنند و به معبد ایزد شانکار می‌برند. راهب اعظم کملا را می‌پذیرد و کملا هم یکی از راهبان معبد شانکار می‌شود. سالها می‌گذرد و کملا و شانکار هردو بزرگ می‌شوند اما هنوز از هم خبر ندارند. یک روز شانکار در حال چیدن گل از روی اسب می‌افتد و زخمی می‌شود. کملا او را پیدا می‌کند و زخمش را مداوا می‌کند. شانکار که هنوز به هویت واقعی کملا پی نبرده او را از خود می‌راند و به خانه اش برمی گردد.
اکنون سالها از مرگ مادر شانکار می‌گذرد، شانکار تبدیل به ثروتمندترین مرد روستا شده‌است و با زنان زیادی در ارتباط است. یک روز برای گرفتن مراسم دعا دو نفر از راهبان معبد شانکار را به خانه اش می‌آورد. کملا و راهب اعظم به عمارت شانکار می‌روند و در طول اقامت کملا، شانکار دیوانه وار عاشقش می‌شود و از «موهینی» معشوقه پول پرستش جدا می‌شود تا با کملا ازدواج کند. کملا در طول مدت زمان اقامتش متوجه سایه‌های ترسناک و صدای جیغ دلهره آور می‌شود و در میابد که این خانه یک روح دارد اما شانکار مرتب حقیقت را از او پنهان می‌کند.
به زودی مقدمات جشن عروسی آنها فراهم می‌شود. در شب عروسی شانکار و کملا، مرد غریبه ای ظاهر می‌شود و جلوی تمام مهمانان عروسی اعتراف می‌کند که شانکار قبلاً ازدواج کرده‌است و تمام ثروتش را از طریق ازدواج با خواهر او بدست آورده و با زندانی کردن زن اولش او را دیوانه کرده‌است.
شانکار حرف‌های مرد را رد می‌کند و فاش می‌کند که مادرش سالها پیش به خاطر حرص و طمع، او را به زور به ازدواج یک دختر ثروتمند دیوانه درآورده است و چون زن اولش دیوانه است او اجازه دارد تا زن دوم داشته باشد.
مهمانان حرف شانکار را باور نمی‌کنند. پس شانکار، کملا و تمام مهمانان را به زیر زمین خانه می‌برد و زن اولش را نشان می‌دهد که واقعاً دیوانه است و در زیرزمین خانه زندانی شده‌است. کملا از اینکه شانکار زن اولش را از او پنهان کرده بود صدمه دیده‌است و علیرغم درخواست‌های ناامیدانه شانکار برای ماندن با او به روستای خود بازمی‌گردد و دوباره راهب معبد می‌شود.
در نهایت، زمانی که کملا از کار خود پشیمان می‌شود و دوباره پیش شانکار برمی گردد، متوجه می‌شود که تمام عمارت شانکار به‌طور تصادفی توسط زن دیوانه که خودش قربانی حادثه آتش‌سوزی شده، سوخته و خاکستر شده‌است. او به دنبال شانکار می‌رود، اما در می‌یابد که شانکار در آن آتش‌سوزی نابینا شده‌است و به خاطر فقر مجبور به بازگشت به خانه قدیمی اش شده و با دایه اش (لیلا چیتنیس) زندگی می‌کند. با این حال، کملا از شانکار عذرخواهی می‌کنند و دو عاشق به هم می‌رسند.

## بازیگران
- دیلیپ کومار در نقش شانکار
- مدهوبالا در نقش کملا
- شّمی در نقش موهینی
- لیلا چیتنیس در نقش دایه شانکار